# Алдрованда
Алдрованда (Aldrovanda vesiculosa) е вид плаващо водно растение от семейство Droseraceae. Видът е застрашен от изчезване.

## Име
Името Aldrovanda е дадено в чест на италианския учен Улисе Алдрованди, vesiculosa – заради мехурестите листа на растението.

## Описание
Алдровандата е многогодишно растение без корен. Стъблото е тънко, просто, голо или симподиално разклонено с дължина между 2 и 30 cm. 
Паренхимната тъкан на листата и стъблата е с големи въздушни пространства. Листата са дребни, събрани по 5-6 в прешлени, с тясна клиновидна основа и 5-6 дяла, като 4-5 от тях са дълги и четинковидни. Средният е закръглен, висящ на средната си жилка и съставени от две половинки, при дразнене се затварят бързо и улавят малки водни организми, включително ракообразни и насекоми, които растението смила и използва за допълнително хранене, което допълва фотосинтезата.
Цъфти рядко, през юли и август. Венчелистчетата са с дължина 4-5 mm и широчина 2,5 mm. Те са целокрайни, обратно яйцевидни със зеленикаво-бял цвят. Тичинките са с шиловидни тичинкови дръжки и сърцевидни прашници. Яйчникът е горен и едногнезден. Кутийките са кръгли, като на върха са петделни.
Размножава се чрез семена. Те са с дължина до 1,5 mm и широчина до 1 mm; черни, гладки, на върха заострени.

## Разпространение
Видът е разпространен в Австралия (Западна Австралия, Куинсланд, Нов Южен Уелс и Северна територия), Ботсвана, България, Гърция, Литва, Полша, Румъния, Сърбия, Украйна, Унгария и Южна Африка (Лимпопо и Мпумаланга).
В България се среща в езерото Сребърна и в Драгоманското блато. На Драгоманското блато видът изчезва при пресушаването му през 1960-те години. Видът е реинтродуциран с растения от делтата на река Дунав от Сдружение за дивата природа „Балкани“.
Регионално е изчезнал в Австрия, Бангладеш, Беларус, Бурунди, Гана, Германия, Замбия, Източен Тимор, Индия (Западна Бенгалия и Манипур), Италия, Казахстан, Камерун, Китай (Вътрешна Монголия и Хъйлундзян), Малави, Мозамбик, Руанда, Северна Корея, Словакия, Судан, Танзания, Того, Турция, Уганда, Узбекистан, Франция, Хърватия, Чад, Черна гора, Чехия, Южна Корея и Япония (Хоншу).